# Aéro Revue Française
Aéro Revue Française était une revue française consacrée à l’aviation.

## Généralités
Aéro Revue Française a été fondé en 1933 par René Brilliet. Sous sa forme d’après-guerre, la revue bimensuelle éditée par la Sfertsa paraît pour la première fois le 2 novembre 1945 sous le numéro 1 avec la mention 13eannée. Elle comporte alors 24 pages pour un prix de vente de 35 francs. Son directeur-fondateur René Brilliet est épaulé par une équipe composée de Guy Michelet, Jacques Decaux et de Lucien Lorelle
La revue se présente comme un grand ouvrage broché (23.5 cm x 31 cm) de 23 pages, avec une couverture illustrée.
La revue a été publiée jusqu’au numéro 48 au moins, numéro daté du 1er avril 1947.

## Source
Aeroflight.co.uk